# Sint-Josephgroeve

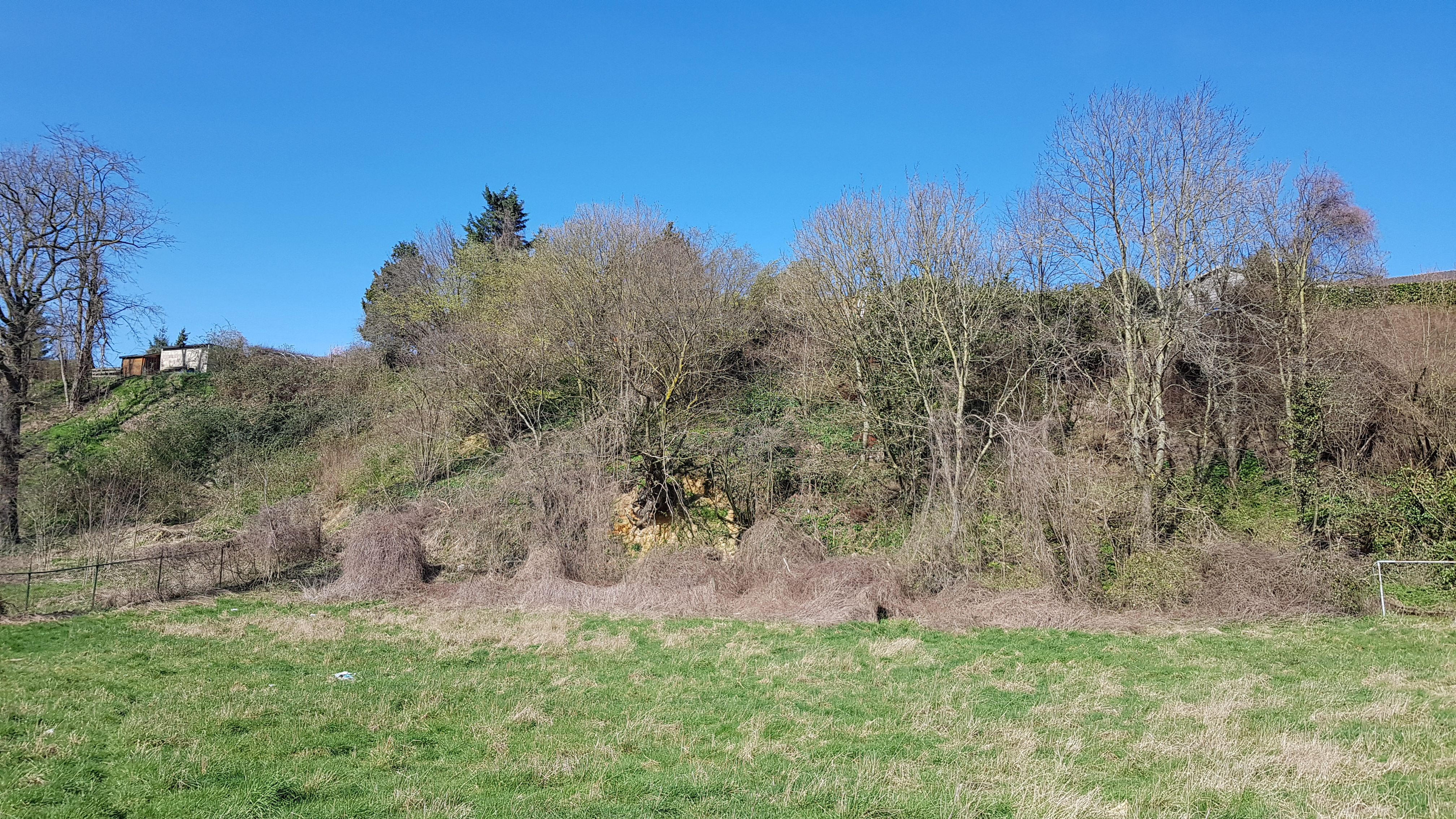
Locatie Sint-Josephgroeve

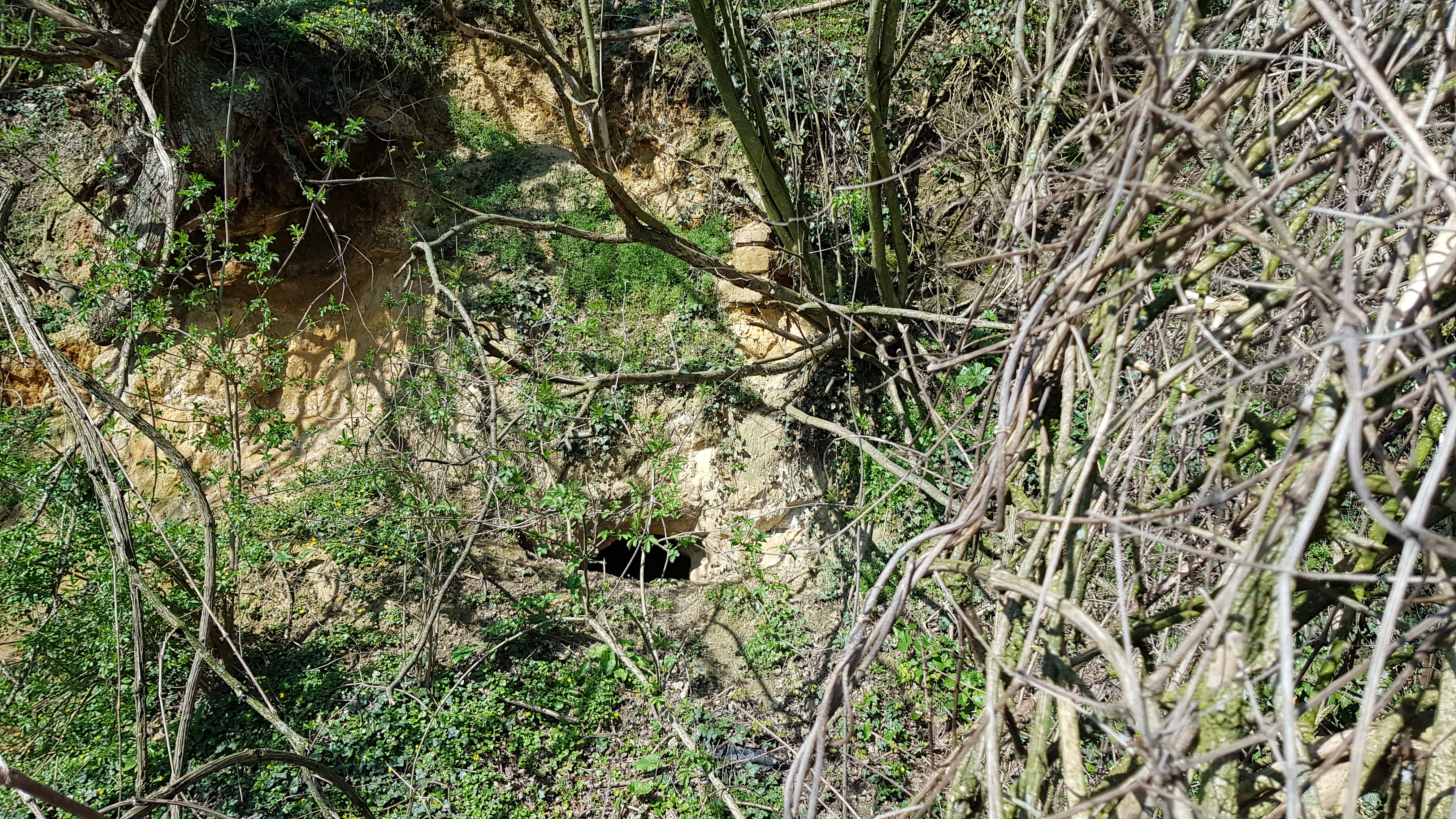
Ingang Sint-Josephgroeve

De Sint-Josephgroeve is een Limburgse mergelgroeve in Nederlands Zuid-Limburg in de gemeente Valkenburg aan de Geul. De ondergrondse kalksteengroeve ligt ten noordwesten van de Hekerbeekweg aan de noordoostkant van Valkenburg. De groeve ligt aan de zuidelijke rand van het Centraal Plateau in het Hekerbeekdal, een zijdal van het Geuldal.
De groeve ligt op ongeveer 35 meter ten noordoosten van het woonwagenkamp in een steile beboste bergwand, een steilwand. Op ongeveer 25 meter naar het noordoosten ligt de Heekerbeekgroeve, op ongeveer 340 meter naar het zuidwesten ligt de Groothofgroeve en op ongeveer 580 meter naar het zuiden ligt de Auvermansboschke.

## Geschiedenis
De groeve werd door blokbrekers ontgonnen voor de winning van kalksteenblokken, maar de periode waarin dat gebeurde is niet bekend.

## Groeve
De Sint-Josephgroeve is een kleine groeve met een oppervlakte van 78 vierkante meter. De groeve had twee ingangen die (grotendeels) zijn dichtgevallen.